# Liste der Bahnhöfe in Estland
Die estnischen Infrastrukturbetreiber Eesti Raudtee (EVR) und Edelaraudtee (Edel) betreiben die Bahnhöfe auf ihrem jeweiligen Schienennetzen. In folgender Liste sind die aktiven Bahnhöfe (estnisch Raudteejaam) dargestellt.
Nicht hier gelistet sind Haltepunkte (estnisch Raudteepeatus) und ehemalige Bahnhöfe.
EIU bedeutet Infrastrukturbetreiber. In der Spalte Besonderheit bedeuten (P) = Personenverkehr und (G) = Güterverkehr.
Die mit umkreistem C (Ⓒ) gekennzeichneten Bahnhöfe und viele Haltepunkte verfügen nur über verkürzte Bahnsteige mit 30 oder 35 Meter Länge; hier muss an der mittleren Zugtür aus- und eingestiegen werden.
| Name                  | EIU  | Kreis      | Bahnstrecke                                                                      | Besonderheit                      | Bild |
| --------------------- | ---- | ---------- | -------------------------------------------------------------------------------- | --------------------------------- | ---- |
| Bahnhof Aegviidu      | EVR  | Harju      | Bahnstrecke Tallinn–Narva                                                        | (P) (G)                           |      |
| Bahnhof Antsla        | EVR  | Võru       | Bahnstrecke Valga–Koidula                                                        |                                   |      |
| Bahnhof Auvere        | EVR  | Ida-Viru   | Bahnstrecke Tallinn–Narva                                                        |                                   |      |
| Bahnhof Elva          | EVR  | Tartu      | Bahnstrecke Tartu–Valga                                                          | (P) (G)                           |      |
| Bahnhof Jõgeva        | EVR  | Jõgeva     | Bahnstrecke Tapa–Tartu                                                           | (P) (G)                           |      |
| Bahnhof Jõhvi         | EVR  | Ida-Viru   | Bahnstrecke Tallinn–Narva                                                        | (P) (G)                           |      |
| Bahnhof Kaarepere     | EVR  | Jõgeva     | Bahnstrecke Tapa–Tartu                                                           | (P)                               |      |
| Bahnhof Kabala        | EVR  | Lääne-Viru | Bahnstrecke Tallinn–Narva                                                        | (P) Ⓒ                             |      |
| Bahnhof Kadrina       | EVR  | Lääne-Viru | Bahnstrecke Tallinn–Narva                                                        | (P)                               |      |
| Bahnhof Kärkna        | EVR  | Tartu      | Bahnstrecke Tapa–Tartu                                                           | (G)                               |      |
| Bahnhof Karula        | EVR  | Tartu      | Bahnstrecke Valga–Koidula                                                        |                                   |      |
| Bahnhof Keeni         | EVR  | Valga      | Bahnstrecke Tartu–Valga                                                          | (P) Ⓒ                             |      |
| Bahnhof Kehra         | EVR  | Harju      | Bahnstrecke Tallinn–Narva                                                        | (P) (G)                           |      |
| Bahnhof Keila         | EVR  | Harju      | Bahnstrecke Tallinn–Keila Bahnstrecke Keila–Paldiski Bahnstrecke Keila–Haapsalu  | (P) (G)                           |      |
| Bahnhof Kiisa         | Edel | Harju      | Bahnstrecke Tallinn–Viljandi                                                     | (P)                               |      |
| Bahnhof Kiltsi        | EVR  | Lääne-Viru | Bahnstrecke Tapa–Tartu                                                           | (P)                               |      |
| Bahnhof Kiviõli       | EVR  | Ida-Viru   | Bahnstrecke Tallinn–Narva                                                        | (P) (G)                           |      |
| Bahnhof Klooga        | EVR  | Harju      | Bahnstrecke Keila–Paldiski                                                       | (P)                               |      |
| Bahnhof Kohila        | Edel | Rapla      | Bahnstrecke Tallinn–Viljandi                                                     | (P) (G)                           |      |
| Bahnhof Kohtla        | EVR  | Ida-Viru   | Bahnstrecke Tallinn–Narva                                                        | (G)                               |      |
| Bahnhof Koidula       | EVR  | Võru       | Bahnstrecke Tartu–Koidula Bahnstrecke Valga–Koidula                              | (P) Grenzbahnhof                  |      |
| Bahnhof Lagedi        | EVR  | Harju      | Bahnstrecke Tallinn–Narva                                                        | (P) (G)                           |      |
| Bahnhof Lelle         | Edel | Rapla      | Bahnstrecke Tallinn–Pärnu Bahnstrecke Lelle–Viljandi                             | (P)                               |      |
| Bahnhof Lepassaare    | EVR  | Põlva      | Bahnstrecke Valga–Koidula                                                        |                                   |      |
| Bahnhof Liiva         | Edel | Harju      | Bahnstrecke Tallinn–Pärnu Bahnstrecke Ülemiste–Liiva                             | (P) (G)                           |      |
| Bahnhof Mardu         | EVR  | Harju      |                                                                                  | (G)                               |      |
| Bahnhof Muuga         | EVR  | Harju      |                                                                                  | (G)                               |      |
| Bahnhof Narva         | EVR  | Ida-Viru   | Bahnstrecke Tallinn–Narva                                                        | (P) (G) Grenzbahnhof              |      |
| Bahnhof Nõmmküla      | EVR  | Lääne-Viru | Bahnstrecke Tapa–Tartu                                                           |                                   |      |
| Bahnhof Nõo           | EVR  | Tartu      | Bahnstrecke Tartu–Valga                                                          | (P)                               |      |
| Bahnhof Orava         | EVR  | Põlva      | Bahnstrecke Tartu–Koidula                                                        | (P) Ⓒ                             |      |
| Bahnhof Oru           | EVR  | Ida-Viru   | Bahnstrecke Tallinn–Narva                                                        | (P) Ⓒ                             |      |
| Bahnhof Pääsküla      | EVR  | Harju      | Bahnstrecke Tallinn–Keila                                                        | (P) Standort Bahnbetriebswerk     |      |
| Bahnhof Paldiski      | EVR  | Harju      | Bahnstrecke Keila–Paldiski                                                       | (P) (G)                           |      |
| Bahnhof Palupera      | EVR  | Tartu      | Bahnstrecke Tartu–Valga                                                          | (P) Ⓒ                             |      |
| Bahnhof Pärnu         | Edel | Pärnu      | Bahnstrecke Tallinn–Pärnu                                                        | (G)                               |      |
| Bahnhof Pedja         | EVR  | Jõgeva     | Bahnstrecke Tapa–Tartu                                                           | (P) Ⓒ                             |      |
| Bahnhof Piusa         | EVR  | Võru       | Bahnstrecke Valga–Koidula                                                        | (P) (G) Ⓒ                         |      |
| Bahnhof Põlva         | EVR  | Põlva      | Bahnstrecke Tartu–Koidula                                                        | (P) (G)                           |      |
| Bahnhof Puka          | EVR  | Valga      | Bahnstrecke Tartu–Valga                                                          | (P)                               |      |
| Bahnhof Püssi         | EVR  | Jõgeva     | Bahnstrecke Tapa–Narva                                                           | (P) (G)                           |      |
| Bahnhof Raasiku       | EVR  | Harju      | Bahnstrecke Tallinn–Tapa                                                         | (P)                               |      |
| Bahnhof Rakke         | EVR  | Lääne-Viru | Bahnstrecke Tapa–Tartu                                                           | (P) (G)                           |      |
| Bahnhof Rakvere       | EVR  | Lääne-Viru | Bahnstrecke Tallinn–Narva                                                        | (P) (G)                           |      |
| Bahnhof Rapla         | Edel | Rapla      | Bahnstrecke Tallinn–Pärnu                                                        | (P) (G)                           |      |
| Bahnhof Reola         | EVR  | Tartu      | Bahnstrecke Tartu–Koidula                                                        | (P) (G) Ⓒ                         |      |
| Bahnhof Riisipere     | EVR  | Harju      | Bahnstrecke Keila–Haapsalu                                                       | (P) (G)                           |      |
| Bahnhof Ropka         | EVR  | Tartu      | Bahnstrecke Tartu–Valga                                                          | (P)                               |      |
| Bahnhof Sangaste      | EVR  | Valga      | Bahnstrecke Tartu–Valga                                                          | (P) (G)                           |      |
| Bahnhof Soldina       | EVR  | Ida-Viru   | Bahnstrecke Tapa–Narva                                                           | (G)                               |      |
| Bahnhof Sõmerpalu     | EVR  | Võru       | Bahnstrecke Valga–Koidula                                                        | (G)                               |      |
| Bahnhof Sonda         | EVR  | Ida-Viru   | Bahnstrecke Tapa–Narva                                                           | (P) Ⓒ                             |      |
| Bahnhof Tabivere      | EVR  | Tartu      | Bahnstrecke Tapa–Tartu                                                           | (P) (G)                           |      |
| Bahnhof Tallinn-Balti | EVR  | Harju      | Bahnstrecke Tallinn–Paldiski Bahnstrecke Tallinn–Pärnu Bahnstrecke Tallinn–Narva | (P)                               |      |
| Bahnhof Tallinn-Kopli | EVR  | Harju      | Bahnstrecke Tallinn–Paldiski                                                     | (G)                               |      |
| Bahnhof Tallinn-Väike | Edel | Harju      | Bahnstrecke Tallinn–Pärnu                                                        | (P)                               |      |
| Bahnhof Tamsalu       | EVR  | Lääne-Viru | Bahnstrecke Tapa–Tartu                                                           | (P) (G)                           |      |
| Bahnhof Tapa          | EVR  | Lääne-Viru | Bahnstrecke Tapa–Tartu Bahnstrecke Tallinn–Narva                                 | (P) (G) Standort Bahnbetriebswerk |      |
| Bahnhof Tartu         | EVR  | Tartu      | Bahnstrecke Tapa–Tartu Bahnstrecke Tartu–Koidula Bahnstrecke Tartu–Valga         | (P) (G)                           |      |
| Bahnhof Tootsi        | Edel | Pärnu      | Bahnstrecke Tallinn–Pärnu                                                        |                                   |      |
| Bahnhof Türi          | Edel | Järva      | Bahnstrecke Lelle–Viljandi                                                       | (P) (G)                           |      |
| Bahnhof Ülemiste      | EVR  | Harju      | Bahnstrecke Tallinn–Tapa Bahnstrecke Ülemiste–Liiva                              | (P) (G)                           |      |
| Bahnhof Vaeküla       | EVR  | Lääne-Viru | Bahnstrecke Tapa–Narva                                                           |                                   |      |
| Bahnhof Vägeva        | EVR  | Jõgeva     | Bahnstrecke Tapa–Tartu                                                           | (P) Ⓒ                             |      |
| Bahnhof Vaivara       | EVR  | Ida-Viru   | Bahnstrecke Tapa–Narva                                                           | (P) (G) Ⓒ                         |      |
| Bahnhof Valga         | EVR  | Valga      | Bahnstrecke Tartu–Valga Bahnstrecke Valga–Koidula                                | (P) (G) Grenzbahnhof              |      |
| Bahnhof Vasalemma     | EVR  | Harju      | Bahnstrecke Keila–Haapsalu                                                       | (P) (G)                           |      |
| Bahnhof Vastse-Kuuste | EVR  | Põlva      | Bahnstrecke Tartu–Koidula                                                        | (P) Ⓒ                             |      |
| Bahnhof Veriora       | EVR  | Põlva      | Bahnstrecke Tartu–Koidula                                                        | (P) (G)                           |      |
| Bahnhof Viljandi      | Edel | Viljandi   | Bahnstrecke Lelle–Viljandi                                                       | (P) (G)                           |      |
| Bahnhof Võhma         | Edel | Viljandi   | Bahnstrecke Lelle–Viljandi                                                       | (P) (G)                           |      |
| Bahnhof Võru          | EVR  | Võru       | Bahnstrecke Valga–Koidula                                                        | (G)                               |      |

## Rail Baltica
Der Betriebsplan von Rail Baltica schätzt, dass es nach Fertigstellung in Estland neben dem nördlichen Endbahnhof Tallinn-Ülemiste zwölf regionale Bahnhöfe und Haltestellen geben wird:
- Assaku
- Luige
- Saku
- Kurtna
- Kohila
- Rapla
- Järvakandi
- Kaisma
- Tootsi
- Kilksama
- Pärnu
- Häädemeeste.